# Lucien Gaudin
Lucien Alphonse Paul Gaudin  (Arrás, 27 de septiembre de 1886-París, 23 de septiembre de 1934) fue un deportista francés que compitió en esgrima, especialista en las modalidades de florete y espada.
Participó en tres Juegos Olímpicos de Verano entre los años 1920 y 1928, obteniendo en total seis medallas: una de plata en Amberes 1920, dos de oro en París 1924 y dos de oro y una plata en Ámsterdam 1928. Ganó una medalla de oro en el Campeonato Mundial de Esgrima de 1921.

## Palmarés internacional
| Juegos Olímpicos   | Juegos Olímpicos         | Juegos Olímpicos | Juegos Olímpicos    |
| Año                | Lugar                    | Medalla          | Prueba              |
| ------------------ | ------------------------ | ---------------- | ------------------- |
| 1920               | Amberes (Bélgica)        | Medalla de plata | Florete por equipos |
| 1924               | París (Francia)          | Medalla de oro   | Florete por equipos |
| 1924               | París (Francia)          | Medalla de oro   | Espada por equipos  |
| 1928               | Ámsterdam (Países Bajos) | Medalla de oro   | Espada individual   |
| 1928               | Ámsterdam (Países Bajos) | Medalla de oro   | Florete individual  |
| 1928               | Ámsterdam (Países Bajos) | Medalla de plata | Florete por equipos |
| Campeonato Mundial |                          |                  |                     |
| Año                | Lugar                    | Medalla          | Prueba              |
| 1921               | París (Francia)          | Medalla de oro   | Espada individual   |